# Katvogelzanger
De katvogelzanger (Sylvia galinieri synoniem: Parophasma galinieri, de oude Nederlandse naam is katvogeltimalia) is een zangvogel uit de familie Sylviidae (grasmussen). 

## Kenmerken
De katvogelzanger is 17–19 cm lang. De vogel is overwegend dofgrijs, met een lichtgrijze kruin en voorhoofd en een roodbruine buik. De oorstreek is donkergrijs tot zwart. De snavel is zwart en de poten zijn donkerbruin. Onvolwassen vogels zijn bleker van kleur.

## Verspreiding en leefgebied
De katvogelzanger is endemisch in droge (sub)tropische bossen in Ethiopië.

## Status
De grootte van de populatie is niet gekwantificeerd. De katvogelzanger gaat in aantal achteruit. Echter, het tempo ligt onder de 30% in tien jaar (minder dan 3,5% per jaar). Om deze reden staat de soort als niet bedreigd op de Rode Lijst van de IUCN.